# Ribeira Dranse de Bellevaux
A ribeira Dranse de Bellevaux, também conhecida na França como Brevon, é um ribeiro no departamento francês da Alta Saboia e um sub-afluente do rio Ródano pelo rio Dranse

## Geografia
Nasce no comuna francesa de Bellevaux e nessa localidade chama-se ruisseau de Souvroz.